# ケプラー5b
ケプラー5bは、NASAの探査機ケプラーによって最初に発見された5個の太陽系外惑星のうちの1つである。ケプラー5の周りを公転している。公転周期は3.5日間である。